# Смирнова, Елена (подводное плавание)
Елена Смирнова (уродж. Кудрявцева) (род. 7 апреля 1987 года) — эстонская пловчиха в ластах.

## Карьера
Занимается подводным плаванием с пятилетнего возраста. В сборной Эстонии с 2004 года.
Обладательница рекорда Европы на дистанции 400 метров с аквалангом.
Двукратная чемпионка Европы. Бронзовый призёр чемпионата мира.